# Karl Holm
Karl Holm, nemški general in vojaški zdravnik, * 15. avgust 1884, † 30. marec 1945.

## Življenjepis
Med letoma 1933 in 1935 je bil divizijski zdravnik 2. pehotne divizije, nato pa korpusni zdravnik 2. armadnega korpusa (1935–39); pred drugo svetovno vojno je bil še zdravnik 1. armadne skupine. 
Med vojno je bil armadni zdravnik pri 2. armadi (1939), pri Vrhovnemu poveljniku Vzhod (1939–40) in pri 9. armadi (1940–42).
Leta 1942 je postal član Znanstvenega senata za medicinske zadeve.
Med letoma 1942 in 1943 je bil zdravnik pri Armadni skupini Center.
30. marca 1945 je storil samomor.

## Odlikovanja
- Nemški križec v srebru: 17. avgust 1943